# Museu Nacional de Cheongju
O Museu Nacional de Cheongju é um museu nacional localizado em Cheongju, na província de Chungcheong do Norte, Coreia do Sul. Foi inaugurado em 30 de outubro de 1987. O renomado arquiteto coreano Kim Swoo Geun projetou o edifício.